# Ded Moroz
Ded Moroz (rus: Дед Моро́з, Ded Moróz, pronunciat [dʲɛt mɐˈros] i el diminutiu Дедушка Мороз, Déduixka Moróz; tàtar: Кыш Бабай, Kış Babay; belarús: Дзед Мароз, Dzied Maróz; ucraïnès: Дід Мороз, Did Moróz; serbi: Деда мраз / Deda Mraz; búlgar: Дядо мраз, Dyado Mraz; eslovè: Dedek Mraz; macedònic: Дедо мраз, Dedo mraz; croat: Djed Mraz) és una figura llegendària tradicional dels països eslaus, la qual actualment és l'encarregada de portar els regals a les llars durant la nit de cap d'any (Novi God).
La traducció aproximada literal és "Avi fred", tot i que també seria correcte anomenar-lo "Avi gebre", "Avi gel", o "Avi de les neus". Personifica la força de la natura durant l'era precristiana per als eslaus orientals. És una deïtat eslava, el senyor de l'hivern, el fred i les gelades. Se'l representa en forma d'avi amb una llarga barba blanca, un bastó a la mà i amb botes de feltre. Normalment vesteix un llarg abric blau amb ornaments blancs; tot i que actualment també és habitual veure'l amb un vestit vermell i blanc similar al del Pare Noel, ja que són figures homònimes. Cavalca tres cavalls i sovint és acompanyat per la Snegúrotxka (rus: Снегурочка, Snegúrotxka; ucraïnès: Снігуронька, Snihurónka; "Donzella de la neu"), la seva neta, la qual vesteix un llarg vestit de color blau platejat i un barret pelut o una corona similar a un floc de neu.
La tradició es troba principalment als països eslaus orientals i és una figura important en la cultura russa. Tot i que al principi de la Unió Soviètica se'l va prohibir juntament amb l'arbre de Nadal, però va acabar convertint-se en una important icona a la cultura soviètica; ja que va ser a finals dels anys 30 quan Ded Moroz va esdevenir la figura que deixa els regals sota l'arbre pel Novi God.
A Rússia, la residència de Ded Moroz es considera ser a la ciutat de Veliki Ústiug, a l'óblast de Vólogda. A Belarús la residència es diu ser a Bielavièjskaia puixtxa.